# 毛毛·貝莉雅·戴比路克
茉茉·貝莉雅·戴比路克（日语： Momo Beria Debirūku，簡稱茉茉）是日本漫畫系列《出包王女》中的角色，由長谷見沙貴和矢吹健太朗所創。在作品中，茉茉是羅羅·撒塔琳·戴比路克的妹妹、奈奈·阿絲達·戴比路克的孿生妹妹。毛毛是其三人之中最擅於心計的。她和奈奈皆因為不想在母星（戴比路克星）學習，而逃往地球。她擁有和植物心靈感應的能力:115。
茉茉一開始在《出包王女》只是次要角色，在DARKNESS篇成為女主角之一，在當中暗中幫助結城梨斗建立樂園（後宮），並打算成为後宮的一員。

## 人物形象
茉茉跟其兩位姊姊一樣擁有粉色頭髮（但明顯比她們兩個短）。與孿生姊姊奈奈相比，毛毛更對人温柔友善，且更擅於心計，不過發起脾氣來其態度和處事方式就會180度大轉變，變得十分恐怖和蠻橫。毛毛十分聰明（儘管比不過羅羅），對於外星植物頗有研究。此外她的編程技能很高，能夠把姊姊羅羅寫到一半的遊戲改成自己想要的樣子。為了維修羅羅的發明品，她亦對機器有一定程度的了解:115。她的心智在某些方面比其兩位姊姊更為成熟，在和性有關的事上更是如此。其與羅羅一樣欠缺羞恥心，不介意讓人看到裸體:115。
茉茉喜欢穿着歌德蘿莉塔風的服飾，她的有關服裝一般以黑綠為主調。她的胸部以其年紀而言算是挺為豐滿，她對這點也有一定的自信:116。茉茉的尾巴是十分敏感的，只要些微的觸碰就能使之興奮和使不上力氣，她有時會對自己的尾巴作出類近於自慰的舉動。

## 作中表現

### 本篇
毛毛是戴比路克之王奇多·路西翁·戴比路克和王妃賽菲·米卡埃拉·戴比路克所生下的女兒，戴比路克星銀河系的第三公主。在其之上有兩個姊姊——羅羅·撒塔琳·戴比路克和奈奈·阿絲達·戴比路克，後者為其孿生姊姊:110、114。毛毛和奈奈從小開始就不斷吵架。而羅羅則總是設法讓她們和好，以免王室親衛隊隊長薩斯丁生氣。在故事開始前，毛毛曾去過銀河系的不同地方，在當地以能力跟植物結為好友。
毛毛和奈奈在《出包王女》第97話初次登場。她們在該話抵達地球，並把作中差不多所有角色都轉移到一款電子3D虛擬遊戲——《Trouble Quest》。這款遊戲的創作者同為她們倆，用以測試男主角結城梨斗對羅羅的感情。在該話結尾，被轉移者都沒事成功返回現實。毛毛和奈奈則在返回戴比路克星之前，為此向羅羅道歉。在經過幾話後，她們又再來到地球，不過這次則是因為不想在母星學習而逃了出來。然而她們忘記了薩斯丁也在地球上生活。薩斯丁收到了王的指示，要求把她們倆帶回家。最後她們打敗了薩斯丁等一行人，並成功說服父親讓她們留在地球，跟羅羅一起生活。
毛毛和奈奈透過扭曲空間技術，在結城家的天花板和閣樓興建了自己的房間。為了不打擾梨斗的妹妹美柑處理家務，她們倆亦親自佈置房間的內部，為之增添生活必需品。不過她們有時還是會下樓吃美柑做的料理。隨着劇情發展，毛毛漸漸對梨斗產生愛意，即使其已跟姊姊羅羅訂下婚約。她經常把梨斗視為性幻想對象，並希望梨斗能夠在性方面對她主動進攻。在故事中，毛毛不時溜進梨斗的房間和他一起睡覺，有时甚至在半裸着身子的情況下這样做。這些都暴露出毛毛好色的一面。每次問她事情緣由時，她只會說自己只是在半夢半醒的情況下不小心進錯房間。毛毛也曾表示，她知道梨斗不会回應自己的感情，故自己只要做個情人就很滿足了。在本篇結尾，梨斗嘗試向暗戀已久的西連寺春菜表白，但卻把對象意外搞錯成毛毛等四名少女。

### DARKNESS篇
毛毛在DARKNESS篇跟金色黑暗一起成了女主角。在DARKNESS篇一開始時，她既想得到梨斗的愛，又不想跟羅羅或春菜發生衝突。她亦想到若梨斗成为戴比路克星王，那麼他就能無視地球的法律而去開後宮，致使她能成為側室，得到梨斗寵幸的機會也會大增。她在得到羅羅的啟發之後，為了上述目標而開展了樂園（後宮）計劃，希望每一个愛上梨斗的女生都能與之结婚。計劃的第一步就是讓自己入讀彩南高中，以便近距離觀察梨斗和其他女性角色。第二步就是讓梨斗成为「肉食系」男子，令他主動建立自己的後宮。為此，毛毛設法操縱梨斗和其他角色的相處情況，令其變得浪漫起來。她已把自己、羅羅、奈奈、春菜、美柑、金色黑暗、古手川唯、倫·艾爾西·裘利亞、九條凜算作樂園計劃的一部分。此外亦正考慮其他人選。梨斗原本對其計劃十分抗拒，但後來漸漸把它當作一個可以考慮的選項。
在整部DARKNESS篇中，毛毛不断设法讓梨斗身邊的女生都愛上他，並把此一舉動當作樂園計劃的一部分。她有時會去買一些戀愛冒險遊戲回去研究，看看當中有沒能夠幫助樂園計劃的策略。她希望梨斗能夠寵幸包括她在內，每一個愛上他的女子。毛毛在其母親賽菲來到地球時，渴望她不會發現自己的樂園計劃。不過賽菲在跟梨斗相處一段短時間後，便看破之。然而賽菲卻對之表示寬容，表示只要毛毛覺得沒關係的話，那麼就可以盡自己努力爭取自己想要的東西。自從其母親發現她的樂園計劃後，她便開始懷疑自己能否在樂園計劃得到滿足。比如毛毛在得知梨斗和春菜意外親上時，並沒有變得更為快樂和熱情，而是變得憂心忡忡、焦躁不安，覺得自己是個失敗者——這些反應連其本人也覺得十分意外。尽管如此，她还是逼着梨斗向春菜表白。在看到梨斗又再表白无果后，她不知为何感到欣慰。不過在羅羅重申自己对梨斗的愛意，並且不介意他同時愛上春菜的立場后，毛毛也再次意識到自己滿足於受到梨斗寵幸，致使樂園計劃再度起動。

### 其他
毛毛亦在四部改編自《茶煲情緣》的电子游戏中登場：《出包王女DARKNESS 戰鬥絕頂》（To LOVEる－とらぶる－ ダークネスバトルエクスタシー）、《出包王女DARKNESS Idol Revolution》（To LOVEる-とらぶる- ダークネス -Idol Revolution-）、《出包王女DARKNESS 真正的公主》（To LOVEる-とらぶる- ダークネストゥループリンセス）、《出包王女DARKNESS 写真机会》（To LOVEる -とらぶる- ダークネス グラビアチャンス）。毛毛曾在輕小說系列《嬌蠻貓娘大橫行！》的改編漫畫中擔任客串角色。

## 各界反應
《Jump Square》的2015年1月號發表了《出包王女》女主角的人氣投票結果，結果顯示毛毛在「如果所有女主角都在同一个偶像团体，你最喜欢哪个？」這道問題中佔據首位，並獲得「想跟她成為戀人（或妻子）的女主角」第2位、「想和她成為朋友的女主角」第3位 、「想當作家人（但不是戀人/妻子）的女主角」第4位、「想要交換身體一天的女主角」第4位。《Jump Square》在同年10月號發表了《茶煲情緣DARKNESS》女主角的人氣投票結果，毛毛在其中獲得「想跟她成為戀人（或妻子）的女主角」第6位、「想當作家人（但不是戀人/妻子）的女主角」第6位、「如果所有女主角都在同一个偶像团体，你最喜欢哪个？」第7位、「想和她成為朋友的女主角」第10位。
動畫新聞網的西伦·马丁（Theron Martin）在評論《茶煲情緣DARKNESS》時，稱毛毛「诡计多端」和「充滿心計」，並表示她在續作中搖身一變，成為戲份遠超過春菜和羅羅的女主角。他亦寫道：「毛毛的個人特質和事件推動力致使整部作品繼續發展。並改變了前幾話的基調。她就像个成年的勾引者般來到梨斗身邊，她的戏码固然不纯，並不斷靠着計謀來使梨斗和她或其他有机会成为后宫的女子之間出现香艳場面。一路走来，她渐渐开始意识到自己对於梨斗的感情可能不止於為了爭取名分。当她开始重新審视自己为梨斗建立後宫的动机时，这个系列就变得比人們想像中更有深度」。在另一篇有關DARKNESS篇的評論中，马丁表示儘管毛毛對樂園計劃的反思已經「不那麼重要」，但「内容仍丰富得」使之配得上主角此一名銜。

## 外部連結
- 官網上有關毛毛的介紹 （页面存档备份，存于）
- To Love Ru Wiki上的毛毛·貝莉雅·戴比路克 （页面存档备份，存于）
- 萌娘百科上的毛毛·貝莉雅·戴比路克 （页面存档备份，存于）